# Daniel-Pascal Zorn
Daniel-Pascal Zorn (* 1981 in Hamburg) ist ein deutscher Philosoph und Publizist.

## Leben und Werk
Zorn machte 2005 sein Abitur auf dem zweiten Bildungsweg. Während der Schulzeit besuchte er Veranstaltungen der katholischen Theologie an der TU Dortmund. Er studierte von 2006 bis 2008 Geschichte und Philosophie (B.A.), sowie 2008 bis 2010 Philosophie und Allgemeine und Vergleichende Literaturwissenschaft (M.A.) an der Ruhr-Universität Bochum. 2015 wurde er mit einer Arbeit zu reflexiven Figurationen u. a. bei Heidegger und Foucault promoviert, die den Preis der Eichstätter Universitätsgesellschaft e. V. erhielt. Zorn ist seit 2020 Lehrbeauftragter für Theoretische Philosophie an der Fakultät für Geistes- und Kulturwissenschaft an der Bergischen Universität Wuppertal. und hält Vorlesungen an der TU Braunschweig.
Seinen Ansatz beschreibt Zorn als Dialektik und logische Phänomenologie. Zorn schrieb die Kolumne Na logisch! im Philosophie-Magazin Hohe Luft.
In den letzten Jahren widmet er sich der praktischen und theoretischen Auseinandersetzung mit dem Rechtspopulismus. Daraus entstanden zwei Bücher: Logik für Demokraten sowie Mit Rechten reden (beide 2017), das er zusammen mit Per Leo und Maximilian Steinbeis verfasste. Der Deutschlandfunk bezeichnete Letzteres als „Training für den Umgang mit Populisten“, die Süddeutsche Zeitung nannte es eine „Handreichung für den argumentativen Umgang mit Rechten“. Beide Werke argumentieren, populistische und totalitäre Positionen nicht zu tabuisieren, sondern sie im offenen Diskurs zu widerlegen, ihre Schwächen und Inkonsistenzen aufzuzeigen. Der Ansatz wurde weithin kontrovers diskutiert.
In seinem Buch Das Geheimnis der Gewalt. Warum wir ihr nicht entkommen und was wir trotzdem dagegen tun können (2019) untersucht Zorn die Phänomenologie versteckten, nicht ohne Weiteres eindeutig zuordenbaren Gewalthandelns. Beispielsweise in persönlichen Beziehungen sei es häufig perspektivisch, wer wem Gewalt antue, sei es durch mangelnde Aufmerksamkeit, Bevormundung oder ständigen Erwartungsdruck. Zorn plädiert dafür, niemals vorschnell eine einzige Perspektive gelten zu lassen.

## Buchveröffentlichungen
- Vom Gebäude zum Gerüst (Band I). Entwurf einer Komparatistik reflexiver Figurationen in der Philosophie, Logos, Berlin 2016, ISBN 978-3-8325-4033-3.
- Vom Gebäude zum Gerüst (Band II). Reflexivität bei Michel Foucault und Martin Heidegger – Ein Vergleich (Dissertation Katholische Universität Eichstätt-Ingolstadt 2014), Logos-Verlag, Berlin 2016, ISBN 978-3-8325-4034-0.
- Logik für Demokraten. Eine Anleitung, Klett-Cotta, Stuttgart 2017, ISBN 978-3-608-96096-9.
- Zusammen mit Per Leo und Maximilian Steinbeis: Mit Rechten reden. Ein Leitfaden, Klett-Cotta, Stuttgart 2017, ISBN 978-3-608-96181-2.
- Einführung in die Philosophie, Klostermann, Frankfurt 2018, ISBN 978-3-465-04300-3.
- Shooting Stars. Philosophie zwischen Pop und Akademie, Klostermann, Frankfurt 2019, ISBN 978-3-465-04398-0.
- Das Geheimnis der Gewalt. Warum wir ihr nicht entkommen und was wir trotzdem dagegen tun können, Klett-Cotta, Stuttgart 2019, ISBN 978-3-608-96239-0.
- Die Krise des Absoluten. Was die Postmoderne hätte sein können, Klett-Cotta, Stuttgart 2022, ISBN 978-3-608-98349-4.[12]